# The Slow Mo Guys
The Slow Mo Guys là một chương trình chiếu mạng về giải trí khoa học và công nghệ được tạo bởi Gavin Free, với sự xuất hiện của anh và Daniel Charles Gruchy. Đây từng được coi là kênh video slow motion lớn nhất trên YouTube.
Nội dung của series gồm nhiều hiện tượng được quay với hiệu ứng slow motion cực chậm bằng các loại máy quay tốc độ cao của Vision Research Phantom, có khả năng quay hơn 343.000 khung hình trên giây. Series được bắt đầu vào ngày 3 tháng 11 năm 2010. Tính tới tháng 5 năm 2018, kênh YouTube của họ đã có hơn 11 triệu lượt đăng ký, 222 video và hơn một tỷ lượt xem video.

## Lịch sử

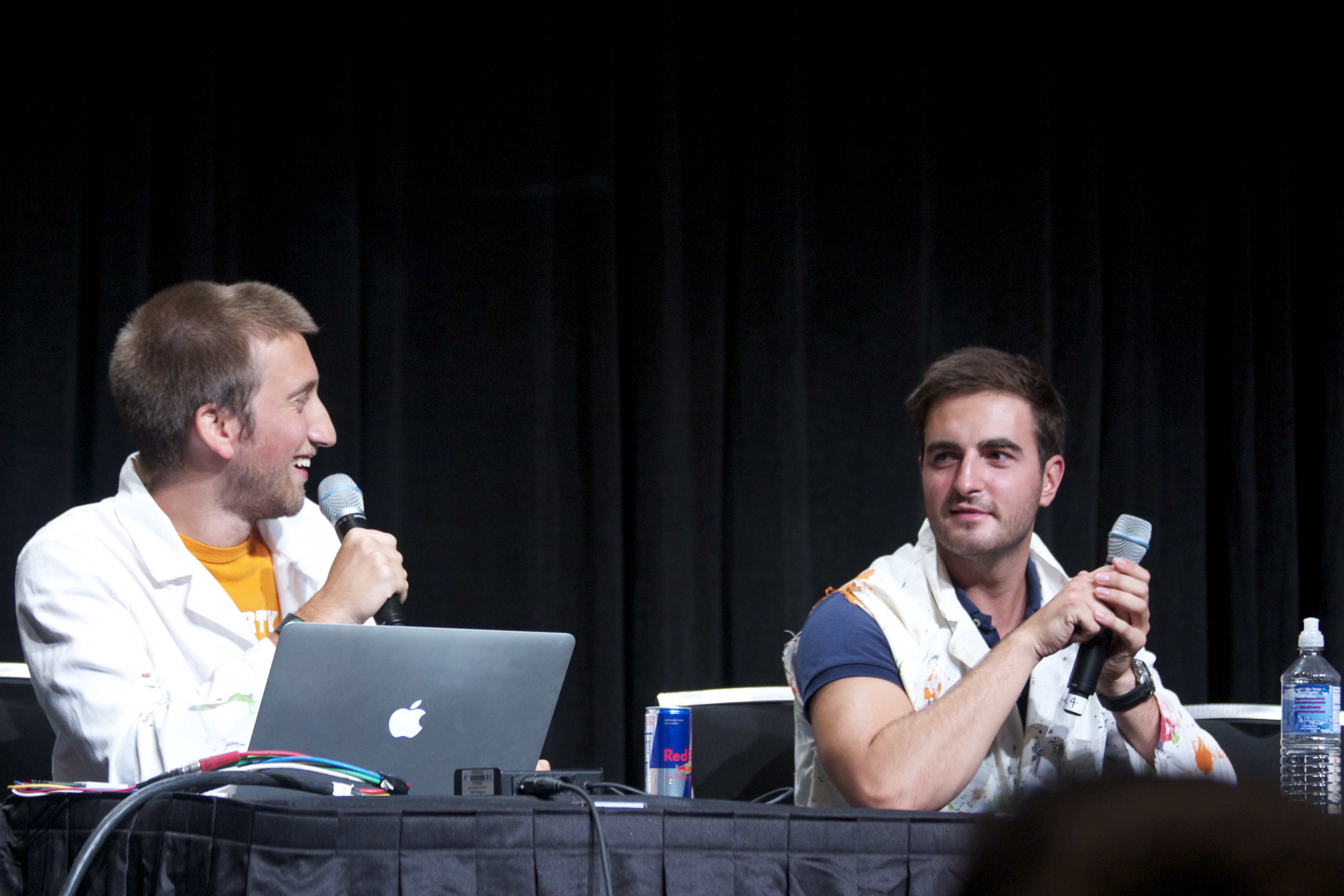
Gavin Free và Dan Gruchy tại sự kiện RTX 2013

Vào năm 2007, Gavin Free gia nhập Green Door Films, hãng sản xuất đầu tiên tại châu Âu sử dụng các máy quay kỹ thuật số tốc độ cao Phantom để quay các cảnh quay slow motion; tại đây, anh làm việc với vai trò là kỹ thuật viên dữ liệu và người vận hành máy quay. Anh bắt đầu sản xuất các đoạn quảng cáo, video âm nhạc và phim như Hot Fuzz. Vào năm 2008, anh được thuê làm đạo diễn cho mùa thứ bảy series Red vs. Blue của Rooster Teeth. Sau đó, anh quyết định chuyển tới Austin, Texas và làm việc toàn thời gian cho Rooster Teeth. Sau đó anh tạo ra The Slow Mo Guys cùng với nguoei bạn Daniel Gruchy để lấy thị thực làm việc.
Free và Gruchy gặp nhau trong thời gian làm việc tại một siêu thị Waitrose ở quê nhà Oxfordshire. The Slow Mo Guys, với các cảnh quay slow motion của nhiều trò đùa và pha hành động của cặp đôi này, đã thu hút được hàng triệu lượt xem kể từ khi khởi đầu năm 2010. Theo Free, cái tên này một phần xuất phát từ một lời bình luận của Richard Hammond trên Top Gear.
"[Richard] Hammond là người đầu tiên gọi tôi là "slow mo guy" (anh chàng slow mo) vì anh ấy biết trong cảnh quay chúng tôi đang làm, cảnh anh lái một chiếc xe Công thức 1, có một chiếc máy quay tốc độ cao. Và anh ấy đã nhảy qua tường trong lúc chúng tôi đang đặt chiếc Phantom... anh ấy nói: "ồ, chắc hẳn các anh là mấy anh chàng slow mo," và tôi thấy nó nghe khá hay."

Vào tháng 4 năm 2011, kênh được bầu chọn là tác phẩm quán quân trong chương trình On The Rise của YouTube, giới thiệu các YouTuber đang nổi lên trên trang chủ. Vào tháng 9 năm 2012, một tập trong series của họ được xuất hiện trên chương trình The Tonight Show.
Vào ngày 20 tháng 2 năm 2013, Free xác nhận series đã được Rooster Teeth mua lại và các tập tiếp theo sẽ được phát hành trên trang web của Rooster Teeth cùng với kênh YouTube chính thức sẵn có. Một video tổng hợp những khoảnh khắc hay nhất đã được Rooster Teeth Productions phát hành vào ngày 10 tháng 9 năm 2013.
Vào tháng 1 năm 2014, với sự hợp tác của GE Global Research, bộ phận R&D của General Electric, bộ đôi đã phát hành một video trình diễn các phát minh mới nhất của công ty, bao gồm các vật liệu siêu kị nước và cách các hạt nano từ tính hoạt động như những nam châm lỏng. Thêm hai video nữa trình diễn hệ thống MEMS và công nghệ vẽ 3D "xịt lạnh" cũng được phát hành trên kênh YouTube của GE.
Gruchy từng là một chuyên gia chất nổ trong Quân đội Anh và đã lên kế hoạch chuyển tới Texas cùng join Gavin.
Series đã được xuất hiện trong series thường niên "Rewind" của YouTube vào các năm 2013, 2014, 2015, 2016, và 2017.
Series đã được đề cử một giải Webby dành cho Nhân vật/Người dẫn web xuất sắc nhất (Phim & Video trực tuyến) vào năm 2016. Tại giải Streamy 2016, series đã thắng giải tại hạng mục Quay phim.
Free và Gruchy bắt đầu series YouTube Original của họ, The Super Slow Show, vào năm 2018. Chủ yếu đây vẫn là The Slow Mo Guys, nhưng với quy mô lớn hơn, và các thiết bị mới; các pha diễn hành động lớn hơn, như là đi đâm qua tường; cùng với các khách mời đặc biệt, bao gồm cả Dylan Sprouse và Mayim Bialik. Một số khán giả nhầm lẫn rằng đây là series dành riêng cho nền tảng YouTube Premium, nhưng thực chất Free đã xác nhận đây là một chương trình được quảng cáo hỗ trợ, giống như Good Mythical Morning của Rhett và Link.

## Web series
| Năm  | Tên                 | Ghi chú                            |
| ---- | ------------------- | ---------------------------------- |
| 2018 | The Super Slow Show | Web mini series do YouTube hỗ trợ. |

## Giải thưởng và đề cử
| Năm  | Hạng mục                        | Giải thường                                                               | Kết quả                              |
| ---- | ------------------------------- | ------------------------------------------------------------------------- | ------------------------------------ |
| 2016 | Nhân vật/Người dẫn web          | Giải Webby Nhân vật/Người dẫn web xuất sắc nhất (Phim & Video trực tuyến) | Đề cử (với tên The Slow Mo Guys)     |
| 2016 | Team Internet: YouTube Ensemble | Giải Shorty                                                               | Đề cử (với tên The Slow Mo Guys)     |
| 2016 | Quay phim                       | Giải Streamy                                                              | Đoạt giải (với tên The Slow Mo Guys) |